# 푸노주

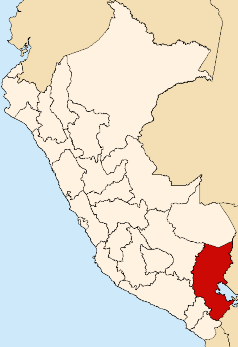
푸노 주의 위치

푸노주(스페인어: Departamento de Puno)는 페루 남동부에 위치한 주로 주도는 푸노이며 면적은 66,997km2, 인구는 1,364,362명(2011년 기준)이다.
동쪽으로는 볼리비아와 국경을 접하며 북쪽으로는 마드레데디오스 주, 서쪽으로는 쿠스코 주와 아레키파 주, 남서쪽으로는 모케과 주, 남쪽으로는 타크나 주와 접한다. 13개 군과 108개 구를 관할한다.